# Spielekritik
Die Spielekritik macht es sich anhand von Rezensionen zur Aufgabe, Spiele zu bewerten und einzuordnen. Die angewendeten Methoden sind oft denen der Literatur- oder Theaterkritik entlehnt, werden aber an die Gegebenheiten des Mediums Spiel angepasst.
Zumeist auf den rasch wachsenden Bereich digitale oder Videospiele ausgerichtet, macht es sich die Spielekritik zur Aufgabe, anhand von Rezensionen und anderen Textgattungen, sowohl Neuerscheinungen als auch Klassiker zu bewerten und einzuordnen. Sie erörtert aktuelle Neuerscheinungen, unterwirft aber auch immer wieder Werke älteren Datums kritischen Neubewertungen. Dabei bezieht die Spielekritik auch Tendenzen nationaler oder/und internationaler Entwicklungen ein und begreift Spiele zunehmend als ein transmediales Phänomen, dessen Erzählungen, Protagonisten und Welten in anderen Medien wie Comics, Filmen oder Fernsehserien weitergeführt und ausgebaut werden.